# Кір'ят-Єарім
Кір'ят-Єарім (івр. קִרְיַת יְעָרִים, місто лісів) — містечко в Єрусалимському окрузі Ізраїлю. За даними Центрального Бюро Статистики Ізраїлю, населення міста становить 3 100 осіб (2005). Абсолютна більшість мешканців — євреї. Природний приріст населення — 1.2 %.

## Географія
Кір'ят-Єарім розташований приблизно за 10 кілометрів на захід від Єрусалима, трохи північніше автотраси Єрусалим —Тель-Авів. На північному сході містечко межує із Абу-Ґошем.
Висота над рівнем моря — між 661.8 і 749.5 метрами.

## Історія
Кір'ят-Єарім (в перекладі означає «місто лісів» назване на честь міста з такою самою назвою, яке згадується у Біблії у зв'язку із перевезенням королем Давидом Ковчегу Заповіту до Єрусалиму.
|  | І зібрав Давид усього Ізраїля від єгипетського Шіхору й аж туди, де йдеться до Хамату, щоб спровадити Божого ковчега з Кір'ят-Єаріму. І пішов Давид та ввесь Ізраїль у Баалу, у Юдин Кір'ят-Єарім, щоб винести звідти ковчега Бога, Господа, що сидить на херувимах, що ім'я Його прикликається. І повезли Божого ковчега на новому возі з Авінадавового дому, а Узза та Ахйо провадили того воза. А Давид та ввесь Ізраїль грали перед Божим лицем з усієї сили, і з піснями, і на цитрах, і на арфах, і на бубнах, і на цимбалах, і на сурмах.. |

Питання про те, чи сучасний Кір'ят-Єарім розташований на місці біблійного залишається дискусійним. За іншою версією, Ковчег Заповіту зберігався у місті, яке тепер називається Абу-Ґош. 
За твердженням науковця Ізраеля Фінкельштейна, який у 2019 році проводив розкопки у містечку Кір'ят-Єарім, воно відповідає Емаусу. Якщо Кір'ят-Єарім часто згадується у Старому Заповіті як місто, де утримувався Ковчег Заповіту (1 Сам 7:11–2), то Емаус згадується в Євангелії від Луки (Лк 24:13–34), куди Ісус прямував з двома учнями. Місто знаходилося за 60 римських стадій від Єрусалиму, що відповідає відстані в 11 кілометрів. Археолог Фінкельштейн запропонував позначити місто Кір'ят-Єарім як нове місцезнаходження Емаусу, підкріплюючи цю версію укріпленнями елліністичного періоду, які були розкопані в Кір'ят-Єарімі. Окрім того, Кір'ят-Єарім знаходиться на відстані 11 кілометрів від Єрусалиму.